# Centrostephanus nitidus
Centrostephanus nitidus is een zee-egel uit de familie Diadematidae.
De wetenschappelijke naam van de soort werd in 1927 gepubliceerd door René Koehler.